# Мйодуси-Інохи
Мйодуси-Інохи (пол. Miodusy-Inochy) — село в Польщі, у гміні Перлеєво Сім'ятицького повіту Підляського воєводства.
Населення — 72 особи (2011).
У 1975-1998 роках село належало до Ломжинського воєводства.

## Демографія
Демографічна структура станом на 31 березня 2011 року:
|          | Загалом | Допрацездатний вік | Працездатний вік | Постпрацездатний вік |
| -------- | ------- | ------------------ | ---------------- | -------------------- |
| Чоловіки | 38      | 14                 | 21               | 3                    |
| Жінки    | 34      | 13                 | 14               | 7                    |
| Разом    | 72      | 27                 | 35               | 10                   |